# Jiahe, Guangzhou
Jiahe är ett stadsdelsdistrikt (jiedao) i sydöstra Kina. Det ligger i stadsdistriktet Baiyun i provinshuvudstaden Guangzhou i provinsen Guangdong, omkring 11 kilometer norr om centrala Guangzhou. Antalet invånare är 87 696. Befolkningen består av 38 653 kvinnor och 49 043 män. Barn under 15 år utgör 10,0 %, vuxna 15-64 år 87 %, och äldre över 65 år 2,0 %.